# Puer natus est nobis
Puer natus est nobis est un introït en monodie, solennellement exécuté à la messe de jour de Noël. Son origine se trouve dans le chant vieux-romain tandis que, même de nos jours, l'exécution en grégorien est maintenue dans la célébration solennelle auprès de l'Église catholique romaine.

## Texte
| introït                             | latin | français |
| ----------------------------------- | --- | --- |
| Livre d'Isaïe, chapitre 9, verset 6 | Puer natus est nobis, et filius datus est nobis ; cuius imperium super humerum eius ; et vocabitur nomen eius, magni consilii angelus. | Un enfant nous est né ; et un fils nous a été donné ; son pouvoir est sur son épaule, et on l'appellera Ange de grand conseil. |

| verset (facultatif)      | latin                                                 | français                                                              |
| ------------------------ | ----------------------------------------------------- | --------------------------------------------------------------------- |
| Psaume 98 (97), verset 1 | Cantate Domino canticum novum ; quia mirabilia fecit. | Chantez au Seigneur un cantique nouveau car il a fait des merveilles. |

## Historique
Le prototype du Puer natus est nobis se trouve dans un manuscrit du chant vieux-romain (voir ci-dessous), pratiqué au Saint-Siège au moins entre les VIIIe et XIIIe siècles. Il semble que l'origine soit plus ancienne, en raison de sa structure archaïque. Le manuscrit suggère que le psaume 98 (97) fût entièrement chanté afin d'adapter à une durée prolongée de la procession pontificale, si sa fonction n'était pas indiquée. D'après la structure de la tradition ancienne, qui fut importée par saint Ambroise de Milan († 397) à partir de l'église d'Orient, la psalmodie s'accompagnait de l'antienne au début et à la fin pour le chant d'ouverture de la messe. L'introït n'était autre que le chant de la procession.  
On peut constater, dans son texte aussi, une caractéristique archaïque du chant. À vrai dire, le texte de cet introït était à la base du vieux-latin (version vieille latine). Il est par conséquent normal que le texte ne correspondît pas à celui des versets d'après la Vulgate : « Parvulus enim natus est nobis, et filius datus est nobis, et factus est principatus super humerum eius ; et vocabitur nomen eius, Admirabilis, Consilialius... »
D'où, il est possible que le chant remonte entre les IVe et VIIe siècles, en raison de la fête du 25 décembre qui était déjà documentée au IVe siècle, notamment selon le serment de Noël (vers 387) de saint Jean Chrysostome,.   
Puis, le chant solennel connaissait plusieurs modifications jusqu'ici. Lorsque le premier répertoire du chant grégorien fut composé, au IXe siècle, la structure du Puer natus est nobis subit le raccourcissement. En effet, auprès de nombreuses églises dans le royaume carolingien, il était difficile à effectuer des processions pontifiantes en grande pompe, selon la liturgie papale, qui était importée. Le chant fut en conséquence transformé en simple structure A - B (verset et doxologie) - A, afin d'adapter à sa nouvelle fonction de commencement de la messe. Le psaume n'était chanté que le premier verset. Les manuscrits en Gaule gardaient, toutefois, les stations rendant hommage au Saint-Siège : ad Sanctum Petrum (à la basilique Saint-Pierre, et non, pour saint Pierre, en raison de la préposition ad).  
Plus tard, l'œuvre fut cependant, en manière considérable, enrichie, avec son trope :

« Gaudeamus hodie quia Deus descendit de cœlis et propter nos in terris. Puer natus est nobis, quem Prophetæ diu vaticinati sunt. Et filius datus est nobis. Hunc a Patre jam novimus advenisse in mumdum cuius imperium super humerum eius ; potestas et regnum in manu eius. Et vocabitur nomen eius : Admirabilis, consiliarius, Deus fortis, princeps pacis, magni consilii angelus,. »

Au contraire, après la Renaissance, les religieux n'appréciaient plus la pratique de la pièce originale en grégorien, très raffinée et développée, en préférant des œuvres plus simples en homophonie. Ainsi, on exécutait dorénavant le chant léger à la base du Puer natus in Bethlehem.    
Il fallait attendre le XXe siècle, de sorte que la propre nature de l'introït soit rétablie, notamment avec la sémiologie grégorienne dans la deuxième moitié. L'abbaye Saint-Pierre de Solesmes fit, par exemple, préciser le neume tristropha, trois notes légères à l'unisson, lors de la publication de l'Antiphonale monasticum (1934).

## Manuscrits

### Manuscrits sans notation
S'il s'agit des livres de chant sans notation, les manuscrits les plus anciens du chant grégorien manifestent les ancienneté et authenticité de l'œuvre. Parmi six documents de l'Antiphonale missarum sextuplex (1935), cinq manuscrits y compris les deux les plus anciens contiennent en effet le Puer natus est. L'antiphonaire de Compiègne précisait que la célébration dans laquelle on chantait l'introït à la Nativité (en vieux romain et non grégorien) était tenue à la basilique Saint-Pierre de Rome.  
R : antiphonaire de Rheinau (vers 800)

B : antiphonaire du Mont-Blandin (vers 800) [manuscrit en ligne, folio 191]

C : antiphonaire de Compiègne (entre 860 et 877) [manuscrit en ligne] (in die natalis Domini ; ad Sanctum Petrum (à la Saint-Pierre de Rome))

K : antiphonaire de Corbie (après 853)

S : antiphonaire de Senlis (quatrième quart du IXe siècle)

Le premier, antiphonaire de Rheinau, présente un autre usage in octava Domini (pour la célébration de l'octave de la Nativité).

### Manuscrits musicaux

#### Chant vieux-romain
Origine de la version grégorienne et issu du rite romain ancien, la notation se trouve aussi dans le chant vieux-romain.
- Graduel dit de Sainte-Cécile du Trastévère (copié tardivement, en 1071, chanté jusqu'au début du XIIIe siècle)
  - Un chant Puer natus est nobis filius apparaît déjà sur le folio 10r, après le chant de communion et à la fin de la messe de l'Aurore [manuscrit en ligne]. Sa mélodie reste plus simple et garde partiellement le style de psalmodie. Il semble qu'il s'agît d'un tropaire (trope), qui ressemble à la psalmodie hébraïque, en raison de son abréviation TRO. Or, sa fonction reste inconnue[9].
  - Le folio 10v entier se consacrait, singulièrement dans ce manuscrit, en faveur de la calligraphie PUER [manuscrit en ligne]. Cela signifie une importance remarquable de l'œuvre dans la liturgie du Saint-Siège.
  - In die ad missam (messe du jour de Noël) : [manuscrit en ligne] (folios 10r[10] - 11r). Afin d'amplifier la solennité, l'introït se développait, avec des versets supplémentaires, adaptant à une solennelle procession au Vatican, en pleine lumière. Telle la composition bien structurée de l'incipit Asperges me en vieux-romain, l'œuvre durait plus longue que celle du grégorien :
- Introït : Puer natus est nobis... ;
- Psaume (verset) : Cantate Domino ... psaume 98 (97) strophe 1, comme la version grégorienne ;
- Verset II : Notum fecit [Dominus salutare suum ...] psaume 98 (97) strophe 2[11],[12] ;
- Verset III : (texte inconnu) ; 
- Reprise de l'introït : Puer natus est nobis ... .

#### Chant grégorien
Introït distingué, l'œuvre se trouve dans de nombreux manuscrits du chant grégorien, parmi lesquels :
- manuscrit Laon 239 (vers début du Xe siècle) : folio 9v (in die natalis domini, ad Sanctum Petrum) ;
- manuscrit Einsiedeln 121 (entre 964 et 971) : folio 30 ;
- manuscrit Saint-Gall 376 (milieu du XIe siècle) : folio 99 (in die natalis domini ad missam) ;
- graduale Albiense (entre 1001 et 1010) : folio 34 (in die ad missam maiorem, ad Sanctum Petrum).

On constate, dans la plupart de manuscrits, le verset écrit tout en majuscule pour la première ligne, tels ces manuscrits de qualité ainsi que le graduel dit de Sainte-Cécile du Trastévère en vieux-romain (au-dessus).
Dénaturalisé, certes, cependant il existe un témoin du XVIe siècle dans la Psalmodia, hoc est, cantica sacra veteris ecclesiæ selecta (1579) sortie par Lucas Lossius : [manuscrit en ligne].

## Usage liturgique

### Toujours à la messe du jour de la Nativité
Selon le chef-de-chœur Fulvio Rampi, l'Église de Rome ne connaissait, à l'origine, qu'une seule messe en faveur de Noël, célébrée à la basilique Saint-Pierre. Puis, la célébration fut évoluée en trois messes : messe de minuit, celle de l'Aurore et celle du jour. À la différence de Pâques, la messe du jour devint la célébration principale de Noël. C'est la raison pour laquelle l'introït Puer natus est nobis exprimait, dans le chant vieux-romain, symboliquement la solennité de cette messe (in die ad missam).  
Le chant grégorien conservait l'importance de cette œuvre. Au Moyen Âge, l'œuvre était donc toujours chantée à la messe du jour de Noël, en tant que antiphona ad introitum (antiphone d'introït), avec sa structure typique A - B - A.
Même après le concile Vatican II, l'usage se maintient en faveur de la même fonction, réservé à la procession d'entrée en grégorien (In Nativitate Domini).

### Procession particulière
Déjà mentionné au-dessus, le graduel dit de Sainte-Cécile de Trastévère (1071, en vieux-romain) possédait une particularité : hormis le folio 79v, seul le folio 11v se consacrait, exceptionnellement, à une grande calligraphie Puer. Il ne s'agit de rien d'autre que le début de la notation du Puer natus est. Il faut que cette particularité soit expliquée. S'il n'y a aucun document ancien qui l'exprimait, il est vraisemblable que l'introït était réservé à une procession distinguée au Saint-Siège. En effet, Dom Hugues Gaisser précisait, en 1901, une coutume de la procession solennelle portant l'Enfant Jésus, lors de la célébration de Noël auprès de quelques églises en Italie ainsi que dans les établissements dominicains.
La coutume existait également au Moyen Âge. La procession était suivie d'un dialogue entre les diacres (ou clercs) et les chantres : « Qui cherchez-vous dans la crèche, bergers, dites ? » et le reste. Ce dialogue se terminait avec l'alléluia des chantres. Et aussitôt, on chantait en grégorien le Puer natus est, en tant que commencement de l'introït de la troisième messe (messe du jour). D'ailleurs, parfois les processions étaient, mis à part, tenues entre l'office de matines et la messe.
D'où, on peut imaginer qu'auprès de la basilique Saint-Pierre, d'origine, le Puer natus est accompagnât une procession solennelle de l'Enfant Jésus.

## Interprétation musicale
Il s'agit d'un introït grégorien très raffiné, lequel est réservé à la splendeur de la messe de Noël. Si l'on le chante simplement à l'unisson, il est évident que la composition fut effectuée avec beaucoup de soin. Les manuscrits (A) et (B) (voir ci-dessous Galerie) indiquent que l'articulation de ce chef-d'œuvre était considérablement développée. À la suite de l'invention de la notation à gros carrés, ce raffinement fut toutefois perdu et le chant devint de plus en plus plain-chant ((C) au-dessous). Une difficulté demeure toujours, pour l'interprétation, dans la notation contemporaine, qui n'est pas capable de présenter la finesse trouvée dans les manuscrits anciens, même avec une version améliorée (au-dessus).

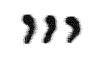
Tristropha en neume sangallien.

Surtout, celui-ci se caractérise de l'utilisation de la tristropha, trois notes très légères et à l'unisson, par exemple, attribuée au mot est (voir la notation au-dessus). Il faut que ce neume soit soigneusement chanté, avec beaucoup de finesse, mais toujours doucement et faiblement. Car ce sont des passages ornés mais attribués aux syllabes moins importantes.
Au regard de la partition, l'usage du Graduale novum (2011, p. 28) est par conséquent recommandé. Cette partition en triplex demeure en édition critique, selon les études les plus récentes, et accompagnée des neumes anciens (manuscrit Laon 239 et neume sangallien). D'ailleurs, le Graduale triplex (1979, p. 47) contient quasiment les mêmes neumes d'excellente qualité . Toutefois, sa mélodie en quatre ligne, pour le solfège, reste à la base de l'édition plus ancienne, donc avant la rédaction d'après la sémiologie grégorienne. Dans ce cas, l'interprétation doit rigoureusement suivre les neumes et non sa notation à gros carrés.

## Écouter en ligne
- Chant vieux-romain : [écouter en ligne]
- Chant grégorien : [écouter en ligne]

## Composition musicale tardive
Si l'exécution de cet introït est préférée en grégorien en raison de sa solennité, quelques compositeurs en écrivirent en polyphonie.  
- Cristobal de Morales (vers 1500 - † 1553) à 3 voix [16] : [écouter en ligne]
- Giovanni Contino (vers 1513 - † 1574) à 5 voix[17]
- Roland de Lassus (1532 - † 1594) à 5 voix (1574)[18] : [écouter en ligne]
- William Byrd (1539 - † 1623) à 4 voix : [écouter en ligne]
- Théodore Dubois (1837 - † 1924) à 2 voix de femmes ou d'enfants (composé pour la schola Sainte-Marie-Madeleine de Mont-de-Marsan en 1914) : [partition en ligne]

D'ailleurs, il existe une composition en tant que messe parodie :
- Thomas Tallis (1505 - † 1585) Messe Puer natus est nobis

## Galerie
Comme il s'agit d'un introït distingué dans la célébration de la messe du jour de Noël, lequel annonce la Nativité, le premier folio de cette pièce était souvent orné avec tout soin possible. Ces trois exemplaires représentent chaque étape de l'évolution de la notation musicale grégorienne.
| |
| (A) Manuscrit Einsiedeln 121, folio 30 (entre 964 et 971) ; manuscrit de luxe duquel la calligraphie P est copieusement ornée d'or et d'argent ; il s'agit d'un véritable trésor duquel la qualité de notation demeure la meilleure. |

| |
| (B) Graduel dit de Gisela von Kerssenbrock (vers 1300) ; de même manuscrit doré ; il s'agit d'une partition selon l'invention de Guido d'Arezzo (vers 1030) avec laquelle la mélodie reste grégorienne. |

| |
| (C) Graduel du couvent Sainte-Marie-des-Anges (Florence), folio 38 (entre 1392 et 1399, actuellement manuscrit M653.1 auprès de la Morgan Library and Museum) ; en dépit de la beauté de l'enluminure, la notation ne restait plus authentique. |